# Homer fait son Smithers
Homer fait son Smithers (France) ou Homer le substitut (Québec) (Homer the Smithers) est le 17e épisode de la saison 7 de la série télévisée d'animation Les Simpson.

## Synopsis
M. Burns voit que Smithers est dépassé par son travail. Il l'oblige alors à prendre des vacances. Pour que le remplaçant ne lui fasse pas de l'ombre, il choisit Homer pour le remplacer.
Malheureusement, tout ne se passe pas comme prévu : Homer, exaspéré par l'attitude méprisable de Burns a son égard, fini par le frapper dans un moment de rage. À partir de là, Burns refuse qu'Homer s'approche de lui et apprend à se débrouiller seul. Il finit par devenir parfaitement autonome. Quand Smithers revient de ses vacances, Burns rend à Homer son poste habituel, mais il vire Smithers, considérant qu'il n'a plus besoin de lui.
Smithers est déprimé à la suite de son renvoi. Homer lui propose son aide et ils concotent ensemble un plan pour que Burns le réengage. Mais Homer gâche tout, ce qui provoque la colère de Smithers. Une bagarre éclate entre les deux hommes, qui se finit par la défenestration de Burns lors qu'il tentait de les arrêter. Finalement, Smithers est réengagé et s'occupe de Burns, en piteux état à la suite de l'accident.